# Аныйтайга
Аныйтайга — гора хребта Карлыган системы Западного Саяна на территории Таштыпского района Республики Хакасии.
На вершине ярко выражены скалистые обрывы, лишённые растительности, обращённые на запад.